# Marie Pape-Carpantier
Marie Joséphine Olinde Carpantier, conocida como Marie Pape-Carpantier (La Flèche, 10 de septiembre de 1815 - Villiers-le-Bel, 31 de julio de 1878) fue una educadora, pedagoga y feminista francesa. Simpatizante del fourierismo, luchó contra la pobreza y la injusticia social, activista por la educación de las niñas y los derechos de la mujer. Es considerada la pionera de la educación preescolar en Francia. Escribió  artículos en El economista francés, semanario económico fundado en 1862.

## Biografía
Fue hija de André Carpantier y Joséphine Rose. Sus padres se trasladaron a La Flèche por las posibilidades que la vida militar ofrecía en esa región. Sin embargo, su padre falleció durante el estallido de la insurrección realista conocido como los Cien Días. Tras la muerte de su padre, su madre trabajó en la sastrería del Royal College y delegó el cuidado de Marie a su abuela hasta que alcanzara la edad escolar.
A los 11 años, Marie abandonó la escuela para ayudar su madre en sus trabajos de costura. En aquel tiempo, los niños trabajaban en las fábricas y no fue hasta la ley del 22 de marzo de 1841 que se prohibió emplear a niños menores de ocho años y jornadas de ocho horas para los menores de doce.

## Trayectoria Profesional

### Salas de asilo

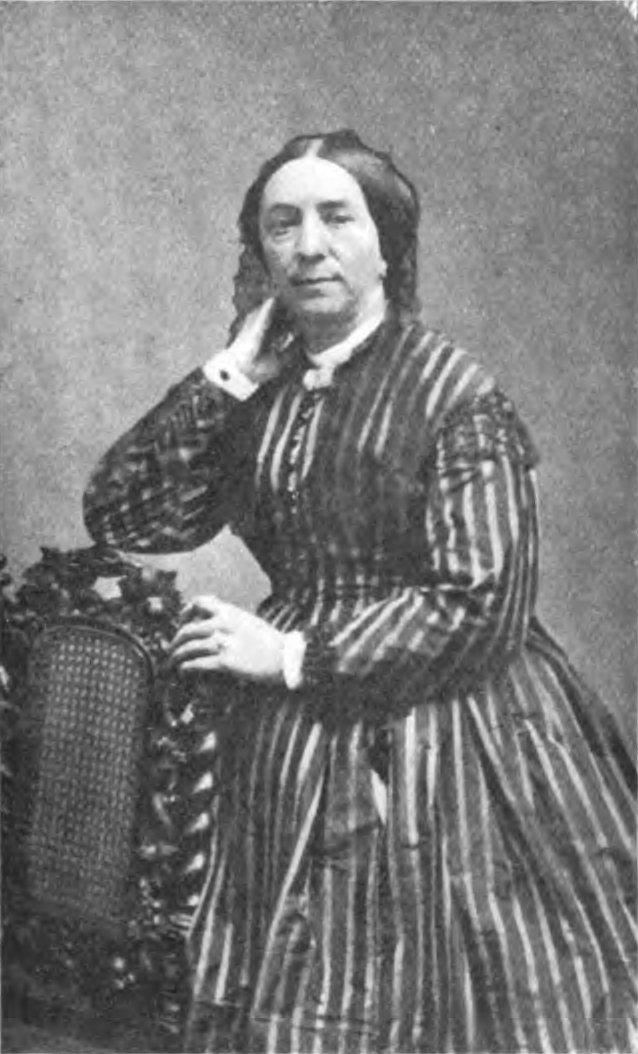
Marie Pape-Carpantier, fotografía sin fecha.

En 1833, la ley de Guizot obligó a cada municipio a abrir una escuela primaria. El mismo año se publicó El manual de las salas de asilo. Este manual ofrecía consejos sobre cómo operar estos establecimientos, modelos de horarios, etc. Las salas de asilo fueron un proyecto de primera enseñanza destinado a educar a niños y a ayudar a las mujeres en el cuidado de sus hijos, dirigido para varones y niñas de 2 a 6 años, lográndose implementar a nivel nacional, como un precedente de la escuela infantil. Adicional al manual, existían limitados consejos pedagógicos sobre el modo de hacer funcionar las salas de asilo que, en aquel momento, eran todavía poco numerosas.
En algunas zonas de Francia, se realizaron  fiestas benéficas para financiar su instalación. En La Flèche, se confió un proyecto de apertura a la madre de Marie en 1834. Marie Carpantier participa en la supervisión de los niños, mientras se prepara en La Flèche y luego en Le Mans. Ella comienza como una simple supervisora. El 20 de diciembre fue nombrada jefa de la sala de asilo. Con tan solo diecinueve años, es responsable de un centenar de niños. Como directora, debía estar presente desde las siete de la mañana en invierno y a partir de las nueve en verano hasta las ocho de la noche, y enseñar los primeros principios. : instrucción religiosa, nociones elementales de lectura, escritura, aritmética a la que se suman canciones, costura y trabajo manual.
En 1839, Marie cayó enferma, agotada por todo este trabajo y las responsabilidades a las que se enfrentaba. Por un periodo de tiempo se dedicó a escribir y luego reanudó sus actividades educativas.
El 4 de julio de 1842, se le confía la dirección de la principal sala de asilo de Le Mans. A Marie no le agrada la dirección que se llevaba a cabo ni el método recomendado por El Manual de las salas de asilos, que en aquellos tiempos se seguía de manera rigurosa. Insiste sobre la importancia de las lecciones de cosas, que concibe como un enfoque del conocimiento basado en sensaciones e intuiciones más que de principios, permitiendo a los niños desarrollar su inteligencia y  apropiarse del mundo a través del cuerpo y su lenguaje. Sostiene que el cariño y amor son aspectos fundamentales en el aprendizaje, incluyendo el trato hacia los niños como una profesión.

### Pedagogía preescolar
Desde 1845, Marie Carpantier propone cambiar el nombre de la sala de asilo por el de escuela maternal. Y se enfoca en que el objetivo sea el de responder a las curiosidades de los niños, de atraer su atención sobre el mundo. Identifica que en esta primera etapa los niños tienen la necesidad de divertirse y este lugar responde perfectamente a eso.
Desarrolla nuevos métodos de enseñanza y publica en 1845 su primera obra Consejos sobre la dirección de las salas de asilo. Entre sus innovaciones propone la creación de secciones organizadas en pequeños grupos acorde a la edad, el aprendizaje en contacto con el entorno y con el docente. Presenta su proyecto al ministro de la instrucción pública y la elevada comisión de los estudios atiende a la reforma de las salas de asilo. El decreto que se firma 3 años después, el 28 de abril de 1848.
En 1847 recibe la invitación para dirigir un establecimiento de formación para maestras de salas de asilo en París. Este establecimiento se convertiría en la Escuela Normal Maternal. Allí permaneció durante 25 años y durante este tiempo formó alrededor de 1500 maestras de París, provincias e incluso de otros países.
Su trabajo fue conocido internacionalmente y su obra sobre las salas de asilos fue recompensada en Londres durante la tercera Exposición Universal de 1862. Su reputación alcanza su apogeo en 1867 cuando presenta su método de las salas de asilo como conferencista en el recinto de Sorbona. Esa participación impulsa las reformas pedagógicas que había propuesto.

### Activismo

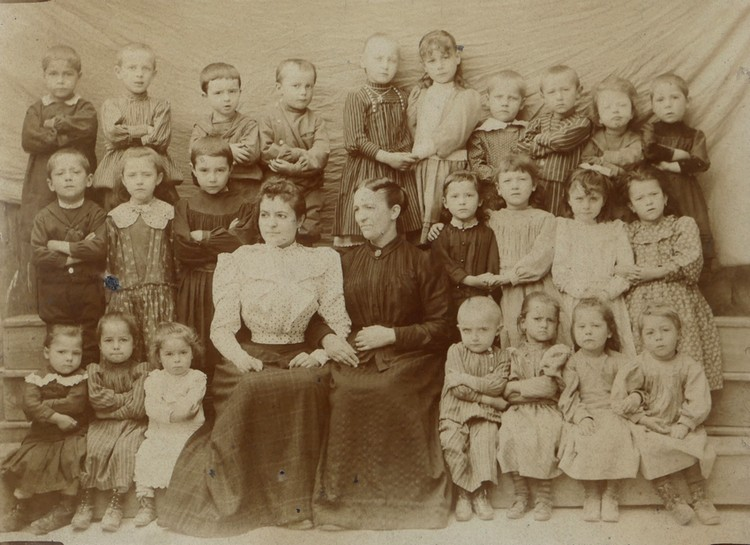
Marie Pape-Carpantier rodeada de niñas y acompañada de una de sus hijas en 1872.

Durante el Segundo Imperio, fue inspectora de las salas de asilo ubicadas bajo el amparo de la emperatriz Eugenia de Montijo. En 1861, Carpantier dirigió el curso práctico y la metodología de enseñanza. En lo sucesivo, se enfoca en sus siguientes publicaciones en la educación de las niñas y en la instrucción de las mujeres. Razón por la cual se le considera como feminista, sobre todo a causa de la redacción de siete artículos sobre la cuestión de las mujeres, una cuestión de justicia y de bien ser, que interesa la sociedad y la humanidad. Expresa que las mujeres debe procurar su educación.
En 1874 fue rescindida de sus funciones debido a su  libertad de pensamiento, pero fue reincorporada meses más tarde y se le otorgó el título de inspectora general.
Falleció el 31 de julio de 1878 en su casa de Villiers-le-Bel.

## Obras
Fue autora de más de 40 libros, habiendo entre ellos manuales, artículos, cuentos pedagógicos. Adicional a sus escritos pedagógicos, también escribe sobre la desgracia de las mujeres, de la melancolía de la mal casada, de la tristeza de una vida amargada y de la condición femenina. Varios de sus poemas fueron publicados en los periódicos locales como el Eco del Loir.

### Poemas
- Ode a la gloria, 1829
- Preludios, poesías, 1841.

### Escritos pedagógicos
- Consejos sobre la dirección de las salas de asiles, 1846.
- Método de enseñanza y de educación y ejercicio, 1847.
- La historia de un grano de arena.
- La enseñanza práctica en las escuelas maternales, 1849.
- Historias y lecciones de cosas para las niñas, 1858.
- Geometría natural, 1861
- El secreto de los granos de arena, 1863.
- Los pequeñas lecturas variadas para los niños de los dos sexos, 1863.
- Los Animales salvajes, 1869.
- Zoología de las escuelas, de las salas de asilo y de las familias, 1872.
- Los Animales criados, 1872.

### Película
- La Volière a las niñas:[8] Película de Olivier Guignard (2006), guion de Nadine Lermite, con Marilou Berry en el rol de Casa Papa-Carpantier. Difundido el 3 de octubre de 2006 y el 9 de septiembre de 2008, sobre Francia 2. Historia adaptada de la vida de Marie Pape-Carpantier.

### Paseo Conferencia
« Marie Pape-Carpantier (1815-1878), Pedagoga y Feminista », conférencières Corinne M. Belliard y Catherine Chadedaud, para el Ayto. del 5.º, Lugar del Panthéon 75005 Apuestas en el marco de las jornadas del patrimonio 2017.